# Conus striatus
Cône strié
Espèce
Statut de conservation UICN

 LC  : Préoccupation mineure
Synonymes
- Conus  leoninus Lightfoot, 1786

Le Cône strié, Conus striatus, est une espèce de Mollusque gastéropode marin et venimeux de la famille des Conidae.

## Description
C'est un cône d'assez grande taille, pouvant mesurer de 5 à 10,5 cm. Sa coquille est épaisse, L'apex est légèrement pyramidal, présentant des degrés marqués. La robe présente un fond clair (allant du blanc pur au brun clair) taché de brun sombre, ces taches étant finement striées de la couleur de fond. L'intérieur de la coquille est blanc, et l'ouverture est étroite vers l'apex, mais s'élargit vers l'extrémité de l'animal.

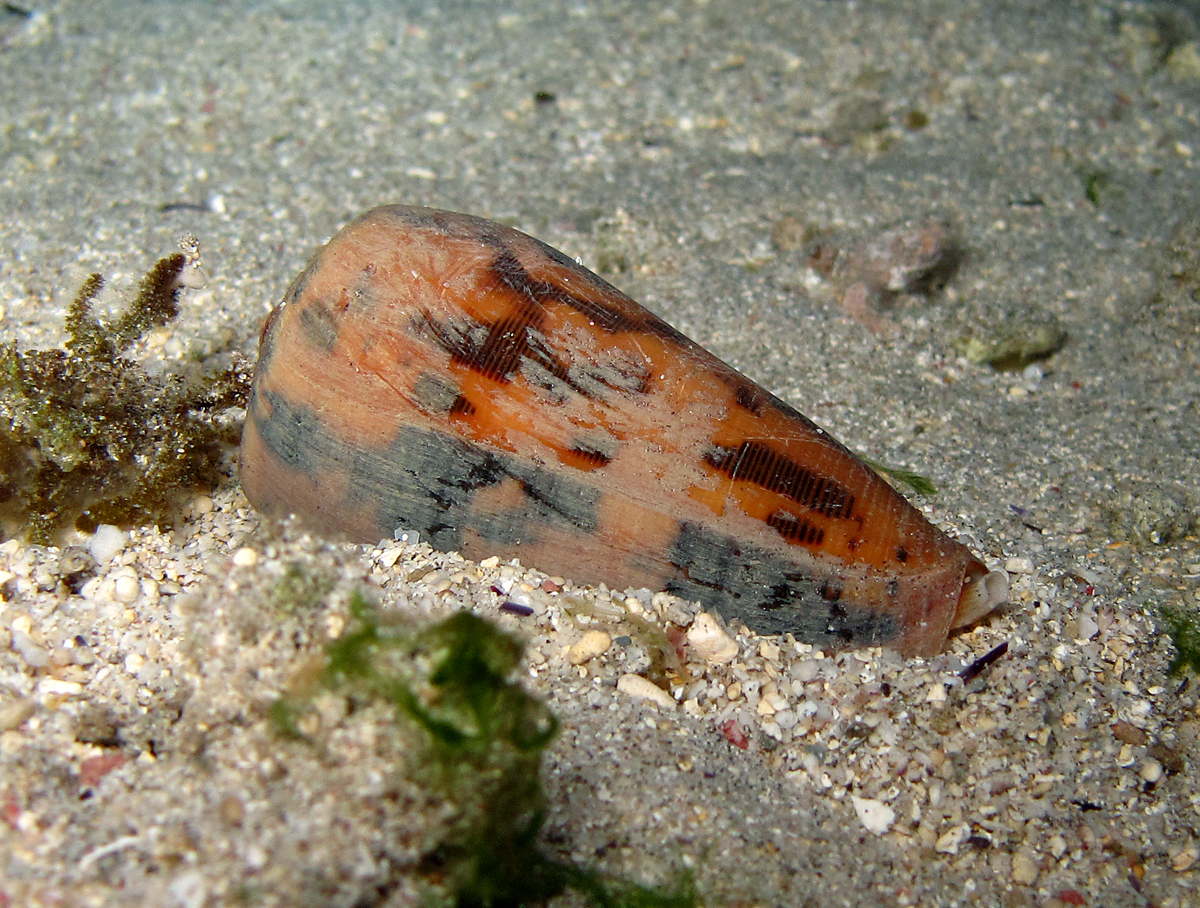
Spécimen vivant, photographié de nuit à La Réunion.

## Synonymes
- Conus chusaki da Motta, 1978
- Conus floridus G. B. Sowerby II, 1858
- Conus subfloridus da Motta, 1985
- Conus  leoninus Lightfoot, 1786

## Répartition
On le trouve principalement dans le segment tropical des océans Indien et Pacifique. Il vit principalement enterré dans le sable (dont il sort de nuit pour se nourrir), dans les lagons coralliens peu profonds, parfois non loin des plages.

## Écologie et comportement
Ces coquillages sont des chasseurs nocturnes, qui se nourrissent de mollusques ou de petits poissons, qu'ils chassent à l'affût. Ils attendent immobiles qu'une proie s'approche, et ils éjectent alors par leur siphon une dent radulaire en forme de harpon, enduite de venin qui paralyse la victime et la tue rapidement. Ils l'ingèrent ensuite par leur bouche extensible et se cachent pour digérer.
Leur venin, très puissant, peut être dangereux pour l'homme.

## Philatélie
Ce coquillage figure sur une émission du Territoire français des Afars et des Issas de 1976 (valeur faciale : 70 F).

## Cônes venimeux (liste non exhaustive)
- Conus aulicus
- Conus auratus
- Conus consors
- Conus geographus (peut être mortel)
- Conus magnificus
- Conus magus
- Conus marmoreus
- Conus obscurus
- Conus pennaceus
- Conus striatus
- Conus textile
- Conus tulipa